# Baobab
Baobab — программа для анализа использования ёмкости разделов диска из состава свободной среды рабочего стола GNOME. Графически показывает, какие папки занимают больше места на диске. Начиная с версии 2.4.2 Baobab становится частью пакета gnome-utils.

## Возможности

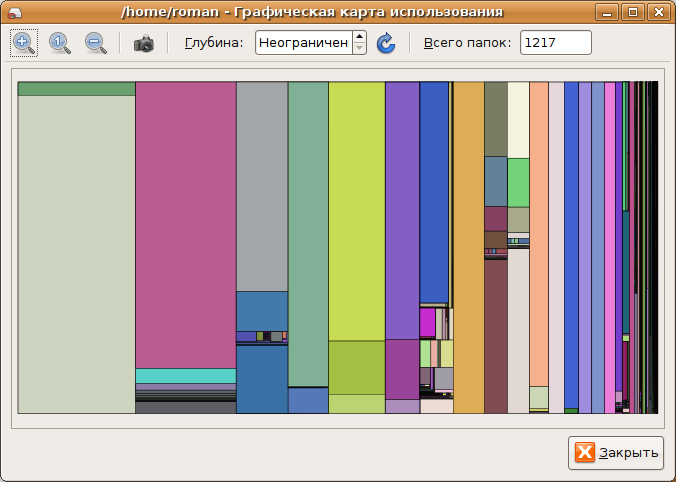
Графическая карта использования

С помощью программы можно сканировать как целую файловую систему, так и отдельный локальный или находящийся на удалённом компьютере каталог. Каждый каталог можно открыть в файловом менеджере Nautilus, либо удалить в «корзину».
Также можно следить за изменениями в файловой системе в режиме реального времени.
Ещё одна возможность — «карта использования», при помощи которой можно графически представить дерево подкаталогов выбранного каталога и занимаемый ими размер.
В более ранних версиях программы присутствовала возможность поиска по файловой системе, но затем от этой функции решено было отказаться.